# Turgojak
Turgojak (rusky Тургояк) je jezero v Čeljabinské oblasti v Rusku. Má rozlohu 27 km². Je 6,7 km dlouhé. Průměrně je hluboké 19 m a dosahuje maximální hloubky 33,5 m. Leží v nadmořské výšce 320 m. Nachází se při úpatí Iľmeňského hřbetu na jižním Uralu.

## Vodní režim
Rozsah kolísání úrovně hladiny je přibližně 1 m.

## Využití
V okolí jezera je rozvinutá turistika. Východně od něj se nachází Iľmeňská rezervace.